# Vajda Gergely
Vajda Gergely (külföldön Gregory Vajda) (Budapest, 1973. augusztus 13. –) magyar karmester, zeneszerző, klarinétművész.

## Életpályája
Édesapja Vajda József, a Magyar Rádió Szimfonikus Zenekarának szólófagottosa, édesanyja a neves szoprán, Kincses Veronika.
Vajda Gergely klarinétozni és vezényelni a Liszt Ferenc Zeneművészeti Egyetemen tanult, Kovács Béla, Marosi László és Lukács Ervin tanítványaként. Ő a karmestere több Eötvös Péter műnek. Zeneszerzőként is ismert.
1992-től a Forrás Kamarazenei Műhely alapító klarinétosa, karmestere, műsorszerkesztője, szervezője. 1998-tól a Budafoki Dohnányi Ernő Szimfonikus Zenekar másodkarmestere volt. 2002-től a Milwaukee-i Szimfonikus Zenekar asszisztensükarmestere. 2005–2006-ban az Oregoni Szimfonikus Zenekar rezidens karmestere Portlandben. 2009–2013 a Music in the Mountains (Zene a Hegyekben) elnevezésű kaliforniai fesztivál művészeti igazgatója, karmestere. 2011-től 2014-ig a Magyar Rádió Szimfonikus Zenekarának első karmestere, majd első vendégkarmestere, 2011-től a Huntsville Symphony (USA) Zeneigazgatója és karmestere. 2014-től a Armel Opera Fesztivál és Verseny művészeti vezetője. 
2018-tól az UMZE Kamaraegyüttes művészeti vezetője. 2019-től az Eötvös Péter Alapítvány programigazgatója.

## Zeneszerzőként
Klarinét Szimfónia két klarinétra és zenekarra című művének ősbemutatóját 2016. február 3-án tartották Budapesten a Müpában a Bartók Béla Nemzeti Hangversenyteremben.
2018. július 3. Armel Operaverseny és Fesztivál, MuTh Színház, Bécs: Óriáscsecsemő gyermek-bábopera,  magyarországi premier, 2018. július 6., Budapesti Operettszínház Raktárszínháza, szövegkönyv: Déry Tibor Az óriáscsecsemő című színműve alapján.
2020 márciusában mutatták be a BMC-ben Fuharosok című operáját, amit Esterházy Péter azonos című kisregényéből írt. A premieren Molnár Anna és az UMZE Kamaraegyüttes működött közre. Ez a koncert volt egyben a Széchenyi irodalmi és művészeti akadémiai székfoglalója.

## Diszkográfia
- Bohuslav Martinů: Kamarazene (klarinétos, édesapja is közreműködik) Hungaroton HCD 31674
- Vajda Gergely – Horváth Balázs: Kettős portré (zeneszerző, karmester) Hungaroton HCD 32577
- Dervistánc (2002) BMC Records BMC CD 059
- Hubay Jenő összes műve mélyhegedűre (Bársony Péter, Gulyás Márta, Erkel Ferenc Kamarazenekar) (2010) Hungaroton HCD 32626
- Reto Bieri: Contrechant (2011) ECM Records ECM 2209
- Vajda Gergely: Barbie Blue + Gulliver Fárémidóban + Beszélgetések gyerekekkel (Érsek Dóra, Rezsnyák Róbert, ÚMZE Kamaraegyüttes, Magyar Rádió Szimfonikus Zenekara) (2012) BMC Records BMC CD 202
- Vajda Gergely: Klarinétszimfónia (Amirás Árpád, Cs. Nagy Tamás, Popa Gergely, Szepesi János, Varga Gábor, Magyar Rádió Szimfonikus Zenekara) (2018) BMC Records BMC CD 274

## Díjai, elismerései
- Gundel művészeti díj (2002)
- Bartók–Pásztory-díj (2018)